# Johnnie Tolan
John Joseph Tolan, detto Johnnie a volte anche Johnny (Victor, 22 ottobre 1917 – Redondo Beach, 6 giugno 1986), è stato un pilota automobilistico statunitense.
Dopo molti successi nella categoria Midget, corse nella serie Champ Car tra il 1950 ed il 1960.
Iscritto 9 volte alla 500 Miglia di Indianapolis riuscì a qualificarsi solo i tre eventi dal 1956 al 1958.
Nel 1964 durante una gara automobilistica in Australia fu vittima di un incidente che pose fine alla sua carriera. Muore nel 1986 e viene sepolto presso il cimitero Mount Olivet a Wheat Ridge, Colorado.
Tra il 1950 e il 1960 la 500 Miglia di Indianapolis faceva parte del Campionato Mondiale, per questo motivo Tolan ha all'attivo anche tre Gran Premi in Formula 1.

## Risultati in Formula 1
| 1951 | Scuderia             | Vettura           |  |    |  |  |  |  |  |  |  |  |  | Punti | Pos. |
| ---- | -------------------- | ----------------- |  | -- |  |  |  |  |  |  |  |  |  | ----- | ---- |
| 1951 | Peter Wales Trucking | Kurtis Kraft 2000 |  | NQ |  |  |  |  |  |  |  |  |  | 0     |      |

| 1953 | Scuderia                     | Vettura                             |  |    |  |  |  |  |  |  |  |  |  | Punti | Pos. |
| ---- | ---------------------------- | ----------------------------------- |  | -- |  |  |  |  |  |  |  |  |  | ----- | ---- |
| 1953 | Blakely Oil Chrysler/Wolcott | Kurtis Kraft 4000 Kurtis Kraft 500A |  | NQ |  |  |  |  |  |  |  |  |  | 0     |      |

| 1954 | Scuderia            | Vettura           |  |    |  |  |  |  |  |  |  |  |  | Punti | Pos. |
| ---- | ------------------- | ----------------- |  | -- |  |  |  |  |  |  |  |  |  | ----- | ---- |
| 1954 | Hoosier Racing Team | Kurtis Kraft 500A |  | NQ |  |  |  |  |  |  |  |  |  | 0     |      |

| 1956 | Scuderia                      | Vettura           |  |  |     |  |  |  |  |  |  |  |  | Punti | Pos. |
| ---- | ----------------------------- | ----------------- |  |  | --- |  |  |  |  |  |  |  |  | ----- | ---- |
| 1956 | Trio Brass Foundry / Anderson | Kurtis Kraft 500C |  |  | Rit |  |  |  |  |  |  |  |  | 0     |      |

| 1957 | Scuderia        | Vettura             |  |  |     |  |  |  |  |  |  |  |  | Punti | Pos. |
| ---- | --------------- | ------------------- |  |  | --- |  |  |  |  |  |  |  |  | ----- | ---- |
| 1957 | Greenman-Casale | Kuzma Indy Roadster |  |  | Rit |  |  |  |  |  |  |  |  | 0     |      |

| 1958 | Scuderia        | Vettura             |  |  |  |    |  |  |  |  |  |  |  | Punti | Pos. |
| ---- | --------------- | ------------------- |  |  |  | -- |  |  |  |  |  |  |  | ----- | ---- |
| 1958 | Greenman-Casale | Kuzma Indy Roadster |  |  |  | 13 |  |  |  |  |  |  |  | 0     |      |

| 1959 | Scuderia     | Vettura  |  |    |  |  |  |  |  |  |  |  |  | Punti | Pos. |
| ---- | ------------ | -------- |  | -- |  |  |  |  |  |  |  |  |  | ----- | ---- |
| 1959 | H.A. Chapman | Lesovsky |  | NQ |  |  |  |  |  |  |  |  |  | 0     |      |

| Legenda | 1º posto     | 2º posto | 3º posto    | A punti         | Senza punti/Non class.  | Grassetto – Pole position Corsivo – Giro più veloce |
| Legenda | Squalificato | Ritirato | Non partito | Non qualificato | Solo prove/Terzo pilota | Grassetto – Pole position Corsivo – Giro più veloce |